# Stratton-on-the-Fosse
Stratton-on-the-Fosse est un village et une paroisse civile du Somerset, en Angleterre. Il est situé dans le district de Mendip, à une dizaine de kilomètres au nord-est de la ville de Shepton Mallet. Au moment du recensement de 2001, il comptait 1 045 habitants.
Son nom fait référence à sa situation sur l'ancienne voie romaine de Fosse Way.